# Time and a Word
Time and a Word es el segundo álbum de la banda británica de rock progresivo Yes, lanzado por Atlantic Records a mediados de 1970 en el Reino Unido y en noviembre del mismo año en Estados Unidos. 
Este fue el último disco de Yes grabado por la alineación original, ya que el guitarrista Peter Banks fue despedido después de terminar las sesiones de grabación.

## Detalles
La ambiciosa decisión de utilizar arreglos orquestales en la mayoría de las canciones del álbum disminuyó el rol de Banks como guitarrista. Las tensiones dentro del grupo aumentaron, hasta que inmediatamente después de terminar la grabación del álbum a principios de 1970, se le pidió a Banks que abandonara el grupo. Steve Howe se uniría a la banda en el mes de marzo.
El uso de arreglos de cuerdas en Time and a Word pareció excesivo a algunos críticos. Aunque en su momento el álbum tuvo un recibimiento un tanto tibio (alcanzando el sitio 45, debut de Yes en las listas de popularidad del Reino Unido), se le  tiende a recordar de forma más favorable en la actualidad.
Con la llegada de Steve Howe, la banda comenzaría a componer en el verano de 1970 la música para The Yes Album, que en la primavera del año siguiente representaría el primer verdadero éxito del grupo. Por esto Time and a Word representa el fin de la etapa formativa de Yes.
Time and a Word (Atlantic 2400 006) alcanzó el #45 en las listas del Reino Unido. 
El álbum fue remasterizado y lanzado de nuevo en CD en 2003 con algunas canciones adicionales.

## Despido de Peter Banks y reacciones
Se suele argumentar que la salida de Peter Banks poco después de la grabación del disco fue motivada por su negativa a introducir orquestación en las canciones del grupo. Según afirma Chris Squire fue la razón principal pero existían otras.
Banks prefería estilos de corte "mod" y era admirador de Pete Townshend de The Who, lo que no encajaba realmente en la idea musical de Jon Anderson y Chris Squire, que eran los que marcaban el rumbo de la banda.
El mismo Banks afirmó: "ya no disfrutaba tocando en el grupo en los dos últimos meses. Sentía que me estaba estancando. Cada noche en el escenario era más de lo mismo de la anterior. El grupo sabía que hacía falta un cambio. Había alcanzado mi límite en la banda. Es cierto que tenía libertad dentro del grupo pero me faltaba inspiración".
El último día de Banks en la banda fue el 18 de abril de 1970. Tras el concierto ofrecido en el Luton Technical College, Anderson y Squire se le acercaron en el camerino y le dijeron "creemos que sería mejor para ti y para el grupo si te fueras".
Esto fue un golpe duro para Banks que no se lo esperaba. Aunque ya no estaba cómodo en el grupo, consideraba que formaba parte de él como cualquiera de los otros miembros. Tuvo que aceptar su salida con cierto resentimiento y dolor. De hecho tuvo que seguir compartiendo casa con el grupo durante un tiempo y dejó de hablar a algún miembro como Bill Bruford.
Bruford, por su parte, vio la salida de Banks como una gran oportunidad de futuro. Declaró "no es el fin del grupo. Es el principio! Me siento 10 años más joven".
Jon Anderson confesó que "sentíamos que nos estábamos separando musicalmente de Peter. No tocaba nuestro estilo y creíamos que estábamos perdiendo contacto con nuestra música. Queríamos que Peter siguiera su propio camino".
Musicalmente Banks fue posiblemente el que menos aportaba al grupo. Simplemente se limitaba a la guitarra rítmica y algún breve solo sin mucha complicación. Había sin duda un gran contraste con los demás miembros de la banda. Tony Kaye poseía una depurada técnica a los teclados gracias a su formación clásica de piano desde la infancia. La sección rítmica con Bruford y Squire era pura potencia y perfección. Cada uno de los cuales ya destacaba por sí mismos, algo que Banks jamás llegó a demostrar en Yes.
Todo lo anterior junto con el rumbo más sinfónico y de ejecuciones musicales de mucha más complejidad que tomaba el grupo, hizo que Banks perdiera totalmente su sitio dentro de la banda, se desmotivara y se convirtiera en firme candidato a la expulsión.

## Lista de canciones
Lado A
1. No Opportunity Necessary, No Experience Needed (Richie Havens) - 4:48
2. Then (Jon Anderson) - 5:46
3. Everydays (Stephen Stills) - 6:08
4. Sweet Dreams (Jon Anderson/David Foster) - 3:50

Lado B
1. The Prophet (Jon Anderson/Chris Squire) - 6:34
2. Clear Days (Jon Anderson) - 2:06
3. Astral Traveller (Jon Anderson) - 5:53
4. Time and a Word (Jon Anderson/David Foster) - 4:32

### Alineación
- Jon Anderson: voz, percusión
- Chris Squire: bajo, voz
- Peter Banks: guitarra acústica y eléctrica, voz
- Tony Kaye: piano, órgano
- Bill Bruford: batería, percusión